# Museo de Ciencias Naturales de Chiclayo
El Museo de Ciencias Naturales de Chiclayo es una institución privada sin fines de lucro fundado por el paleontólogo Carlos Zárate y el profesor Elmer Fernández con el objetivo de mostrar el patrimonio natural de Lambayeque. 
Sus campos de acción abracan desde la geología, zoología. botánica, mineralogía entre otras. Abrió sus puertas el 2009 pero al no poseer local propio cerró sus puertas a mediados del 2011.
- Datos: Q18417005